# 斯凯拉·朴
斯凯拉·M·-Y·朴（英語：Skylar Mi-Young Park，1999年6月6日—）生于曼尼托巴省温尼伯，是一名加拿大女子跆拳道运动员。斯凯拉出身跆拳道世家，她从小便开始练习跆拳道，七岁时获得黑带，她的家庭中绝大多数成员都是黑带拥有者。她的祖父在1977年从韩国移民至加拿大，父亲Jae Park是她的教练。